# Vernazza
Vernazza (ligur nyelven Vernassa) község (olaszul comune) Olaszországban, Liguria régióban, La Spezia megyében. 1997 óta a közeli Palmaria, Tino és Tinetto szigetekkel, valamint a Cinque Terre többi településével együtt az UNESCO világörökségének része.

## Fekvése

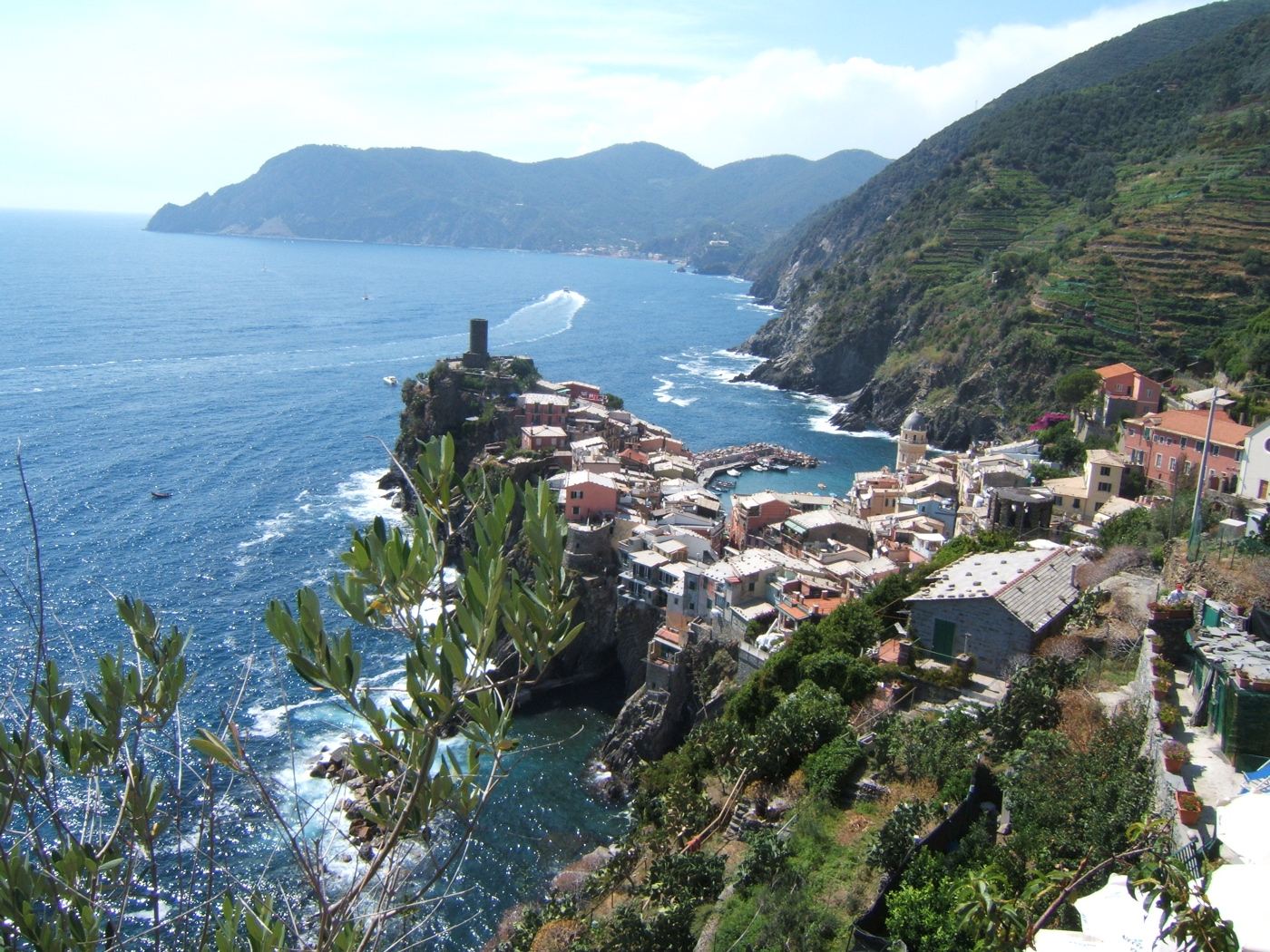
Vernazza óvárosának fekvése

A Ligur-tenger keleti partján fekszik egy rövid patak szurdokvölgyében valamint az annak torkolatában kiugró fok területén. A Cinque Terre egyik települése, Monterosso al Mare és Corniglia között található. Ez utóbbi közigazgatásilag Vernazzához tartozik.

## Története

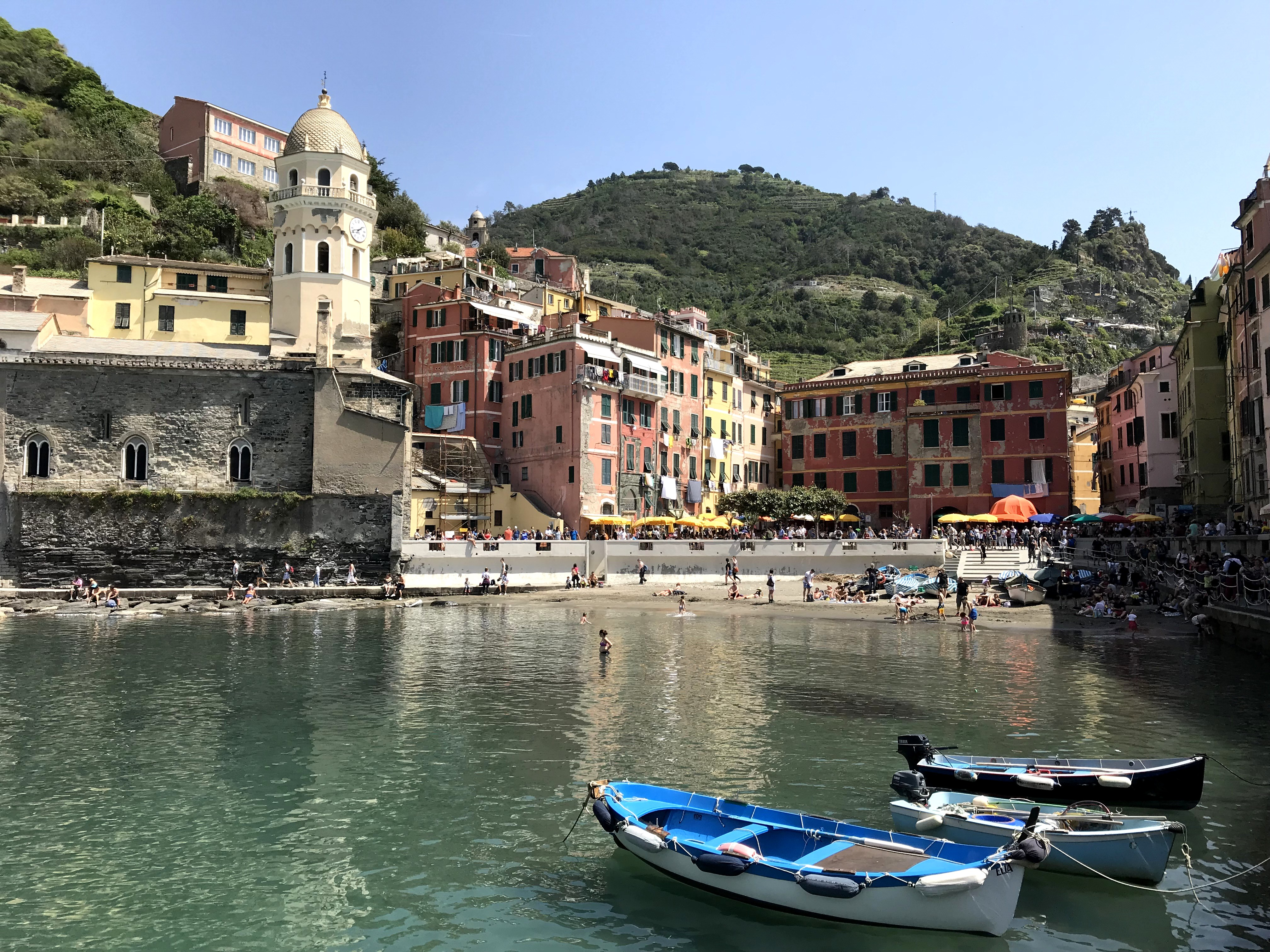
A kikötő

A település eredete valószínűleg a rómaiak idejére nyúlik vissza. A 10. század elejére épült ki a mai fekvéséhez képest távolabb, a szárazföld belsejében. Fontos kikötő volt, a Da Passano, Pònzo és Fieschi családok birtoka, majd 1276-tól a Genovai Köztársaság része. Ezt követően helyeződött át a település központja a tengerpartra. A házsorok erődként védték a stratégiailag fontos kikötőt, amelyik a genovaiak egyik fontos támaszpontja volt a pisaiakkal folytatott tengeri háborúkban. 1818-ban a Szárd Királyság, majd 1861-ben az Olasz Királyság része lett.
1997 óta a közeli Palmaria, Tino és Tinetto szigetekkel, valamint a Cinque Terre többi településével együtt az UNESCO világörökségének része. A bizottság indoklása szerint a kelet-liguri Riviéra, Cinque Terre és Porto Venere között egy kiemelkedő értékű kulturális helyszín, egy rendkívül festői táj, amely az ember és természet harmonikus kölcsönhatásának révén jött létre és amely évezredek óta jól szemlélteti az a hagyományos életformát, ami napjainkban is meghatározza az itt élő közösségek társadalmi és gazdasági életét.

## Demográfia
A népesség számának alakulása:

## Fő látnivalók
- a 14. században, gótikus stílusban megépült Santa Margherita d’Antiochia-templom
- a 18. században alapított minorita kolostor
- a 11. századi Belforte erőd és őrtorony, amely a kikötő biztonságát hivatott szolgáni

## Külső hivatkozások
- Vernazza a világörökség honlapján